# ویکام اسکیت
ویکام اسکیت (به انگلیسی: Wickham Skeith) یک روستا و محله مدنی در بریتانیا است که در Mid Suffolk واقع شده‌است. ویکام اسکیت ۳۲۱ نفر جمعیت دارد.